# Voidomatis

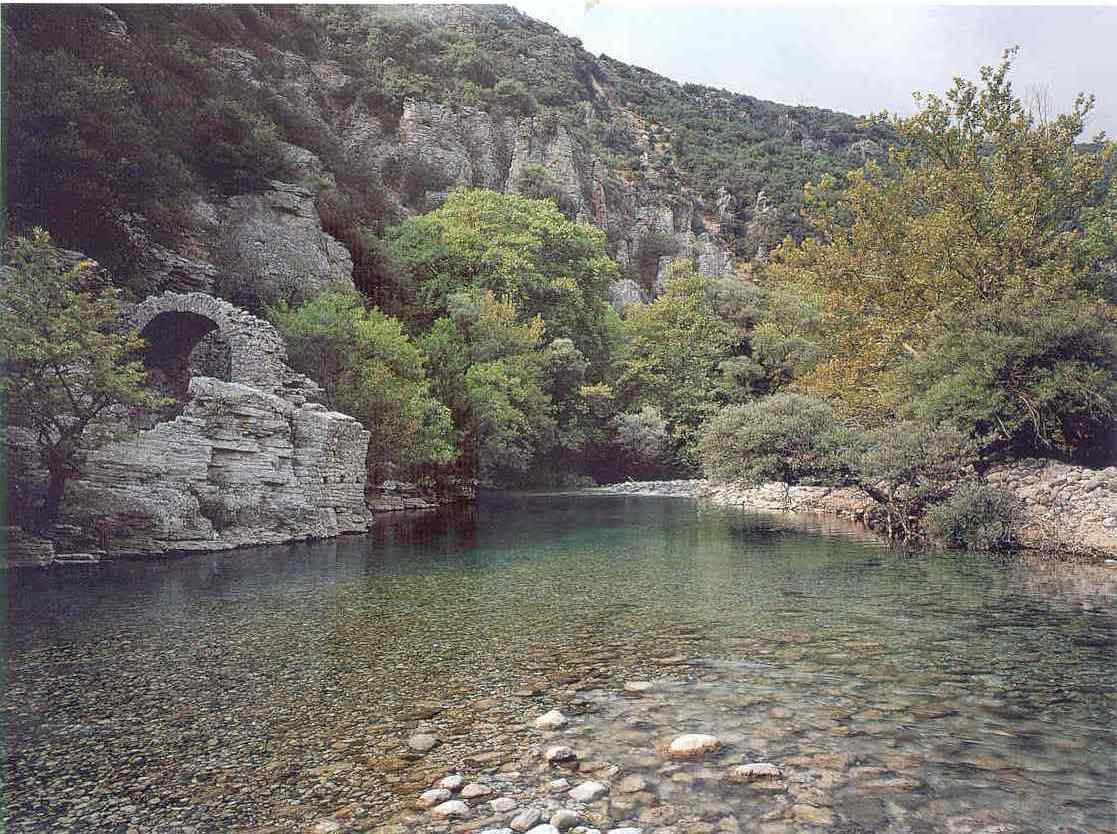
Ο ποταμός Βοϊδομάτης

Der Voidomatis (griechisch Βοϊδομάτης (m. sg.)) oder Fluss von Vikos (ποτάμι του Βίκου) ist ein Fluss in der griechischen Region Epirus. Er durchfließt die Vikos-Schlucht, bevor er sich mit dem Aoos vereinigt.

## Geographie

### Verlauf
Man kann den Verlauf grob in drei Abschnitte unterteilen:
- Den Oberlauf mit einem Gebiet mit reich verzweigten Quellbächen bis zum Eintritt in die Vikos-Schlucht
- den Mittellauf in der Vikosschlucht, und den Unterlauf, an dem noch einmal starke Quellen zufließen, bis etwa Vikos und
- den Unterlauf, in dem er sich mit dem Aoos vereinigt. In griechischen Karten wird der Fluss dort weiterhin als Voidomatis bezeichnet.

Der Fluss selbst ist nur 15 km lang.

#### Oberlauf
Seine Quellflüsse entspringen in einem grob dreieckigen Gebiet. Die nördliche Kante dieses Dreiecks wird vom Tymfi-Gebirge gebildet. Von der Ostkante des Tymfi nach Süden teilt sich der Voidomatis seine Quellgebiete mit dem Aoos, der weiter nördlich das Tymfi-Gebirge umrundet. Die Kante des Dreiecks erstreckt sich südlich bis etwa Kavallari (Καβαλλάρι), wo der Dipotamos (Διπόταμος) sein Quellgebiet mit dem Voidomatis teilt. Von Kavallari läuft die westliche Kante entlang des schmalen Kammes des Mitsikeli (Μιτσικέλι Όρος) nach Norden. Der Mitsikeli bildet eine deutliche Wasserscheide zum Stravia (Στραβιά ρεύμα) und dem Pamvotida-See.
Quellbäche sind neben vielen namenlosen:
Vikos revma (Βίκος ρεύμα), Lakkos Pavis (Λάκκος Πάβις), Matia revma (Ματιά ρεύμα), Koussoumi Revma (Κουσσούμι ρεύμα), Zai Revma (Ζάη ρεύμα), Lithostroto Revma (Λιθόστρωτο ρεύμα), Dovris Revma (Ντόβρις ρεύμα), Myrisi Revma (Μυρίση ρεύμα) und Xiropotamos (Ξηροπόταμος).
In der Nähe der Dörfer Vitsa (Βίτσα, westlich) beziehungsweise Koukkouli (Κουκούλι, östlich) nimmt der Strom den Namen "Voidomatis" an. Er fließt mit wenigen Kurven Richtung Norden. Dort beginnt auch mit Ausläufern des Tymfi-Massivs die Vikos-Schlucht. In diesem Gebiet nimmt er weitere Bäche und Flüsse auf:
von rechts: Mezaria revma (Μεζαριά ρεύμα), Lakkos Kriaras (Λάκκος Κριάρας), den wohl längsten Nebenfluss Megas Lakkos (Μέγας Λάκκος, ca. 8 km) und viele weitere namenlose.

#### Unterlauf
Ungefähr bei Vikos (Βίκος) beginnt der Unterlauf des Flusses. Bei Vikos entspringt die starke Quelle, die als "Voidomatis-Quelle" (Πηγές Βοϊδομάτη) bezeichnet wird. nach wenigen Metern fließt ihm der Lakkos Amarouda (Λάκκος Αμαρούδα) zu, sowie der Zavojanni Revma (Ζαβογιάννη ρεύμα). Hier windet er sich in vielen Kurven durch die Voidomatis-Schlucht (Φαράγγι Βοϊδομάτη) und fließt dabei um 90° nach Westen. Wenige Kilometer weiter fließen ihm von links und Westen der Koudounata Revma (Κουδουνάτα ρεύμα) und weitere kleine Bäche zu. Erreicht dort das Dorf Agios Minas (Άγιος Μηνάς), von wo er sich wieder stärker in nördliche Richtung wendet. Er wendet sich um den Zeugenberg Kastritsa (Καστρίτσα) und erreicht bei Kalyvia (Καλύβια) ebeneres Gelände. Von dort fließt er vor allem nördlich weiter, an manchen Stellen teilt sich sein Flussbett. Nach etwa 4 km vereinigt er sich im Gebiet Tyrochalia (Τυροχάλια)/Sourdies (Σουρδιές) mit dem Aoos.

## Natur & Tourismus
Der Voidomatis ist einer der saubersten Flüsse Europas und durchfließt eine der reizvollsten Naturlandschaften Griechenlands, den Nationalpark Vikos-Aoos. An mehreren Stellen überspannen den Fluss charakteristische epirotische Steinbrücken. Die bekanntesten sind die Brücke von Klidonias (ή Κλειδωνιάβιστας, ⊙) und die Brücke, die nach ihrem Erbauer Alexis Misios benannt ist (⊙). Mehrere Klöster stehen an den Hängen des Flusses, wie zum Beispiel das Kloster Panagias Spiliotissas (Μονή Παναγίας Σπηλιώτισσας, ⊙) und das Kloster Agias Paraskevis (Μονή Άγιας Παρασκευής, ⊙) aus dem Jahr 1414. Es gibt die Möglichkeit, auf dem Voidomatis Kajak zu fahren und Rafting zu unternehmen.

## Sonstiges
Ein Strand von Iraklio, an der Südküste Kretas trägt denselben Namen.